# Platzspitzwehr

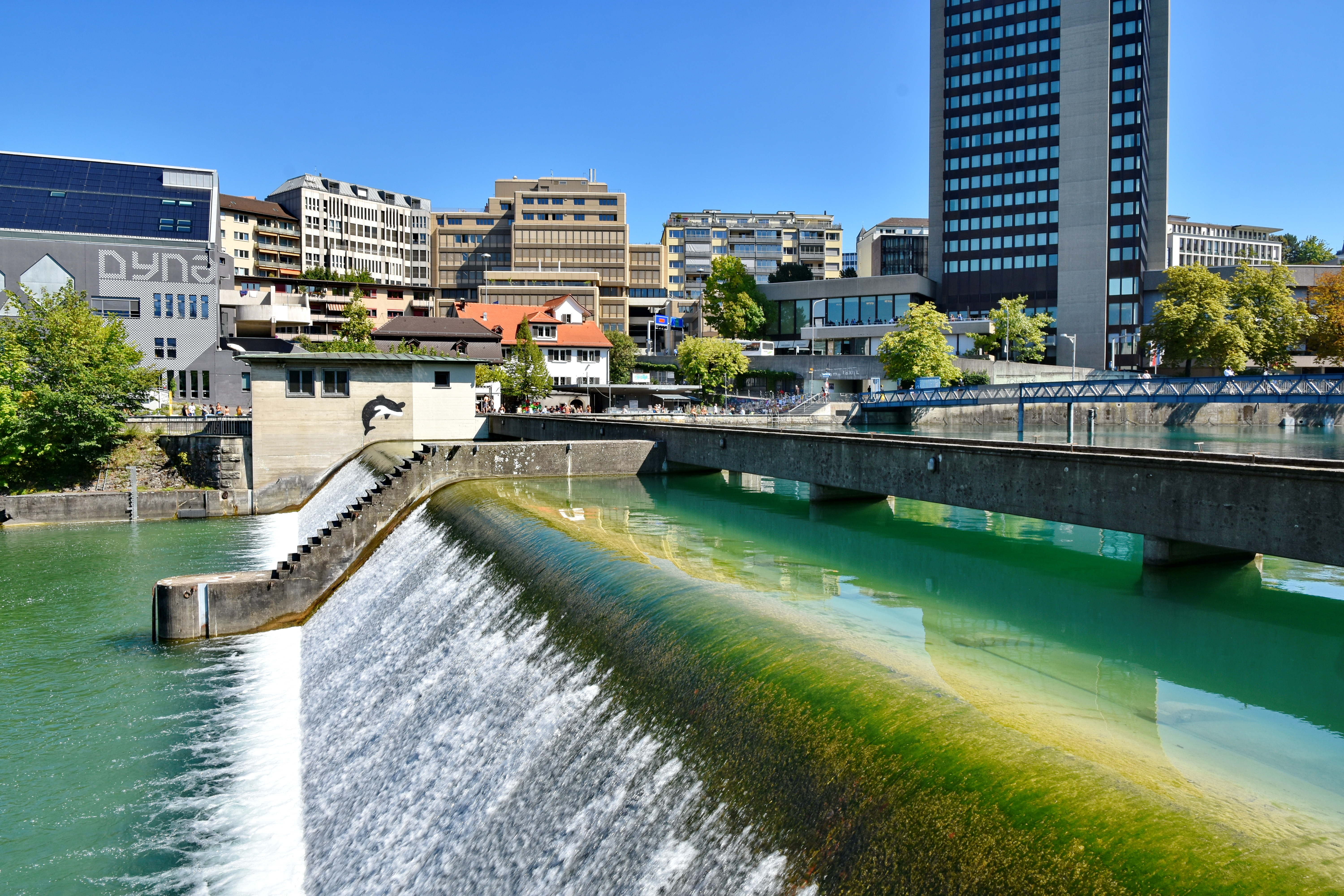
Wehranlage vom linken Ufer aus gesehen. Oberhalb des Wehrs ist der private Lettenwehrsteg zu sehen

Das Platzspitzwehr, auch Lettenwehr oder Limmatwehr, ist ein Stauwehr an der Limmat, das 1951 zur Regulierung des Abflusses des Zürichsees in Betrieb genommen wurde. Die Anlage befindet sich ungefähr zwei Kilometer unterhalb des Ausflusses aus dem See beim Platzspitz. Sie dient gleichzeitig der Regelung des Zuflusses zum Oberwasserkanal des Kraftwerks Letten. Unmittelbar unterhalb des Wehrs befindet sich die Mündung der Sihl in die Limmat.
Durch den Bau des Platzspitzwehrs musste auch das Kraftwerk Letten neu gebaut werden, womit der Wasserspiegel im Oberwasserkanal um zwei Meter angehoben wurde. Dies machte wiederum der Ersatz der alte Badeanstalt von 1896 am Oberen Letten durch das neue Flussbad Oberer Letten notwendig.
2019 wurde nach beinahe 70 Betriebsjahren die Erneuerung des Lettenwehrs angekündigt. Die alte Anlage ist technisch am Ende der Lebensdauer und kann bei Hochwasser zu wenig genau reguliert werden. Das bestehende Dachwehr soll durch ein Sektorwehr ersetzt werden und eine neue Fischaufstiegshilfe in Form eines Mäanderfischpasses im bestehenden Mitteldamm zwischen Oberwasserkanal und Limmat geschaffen werden. Der bestehende Mattensteg wird in der Sihl flussaufwärts verschoben und eine neue Zufahrtsbrücke anstelle des Mattenstegs gebaut, die auch mit schweren Fahrzeugen befahren werden kann. Der Abschluss der Bauarbeiten ist frühestens 2027 zu erwarten.